# Mesegar de Tajo
Mesegar de Tajo es un municipio español de la provincia de Toledo, en la comunidad autónoma de Castilla-La Mancha. Cuenta con una población de 200 habitantes (INE 2024).

## Toponimia
El término "Mesegar" podría derivar con el sufijo -ar de la planta denominada masiega o marciega, que se cría junto a los ríos, arroyos o estanques, pudiendo haber tenido la forma original de Marcegar. Según Tejero Robledo, al analizar Mesegar de Corneja, indica para este término que procedería de la unión de MESSE SECARE 'segar mieses', interpretación que no parece convencer a García Sánchez para Mesegar de Tajo, aunque afirma que sí podría guardar relación con algunos apelativos como mies o meseguero 'relativo a las mieses' o 'el que guarda las mieses'. Por lo que se refiere al complemento de Tajo resulta obvio que está motivado por su cercanía al río y fue añadido para distinguirlo de otros lugares homónimos.

## Geografía
El municipio se encuentra situado «en un valle entre dos cerros al E. y O.» Pertenece a la comarca de Torrijos y linda con los términos municipales de Erustes y Carriches al norte, La Mata al este, El Carpio de Tajo y Malpica de Tajo al sur y Cebolla al oeste, todos de Toledo. 
Al sur del término, como parte de la frontera con Malpica, discurre el Tajo, que forma en su curso una fértil vega, y al que confluyen diversos arroyos de poca importancia como son los de barranco de Ramasaetas, del Gallego, del Molinillo, barranco de los Carrascales o de la Fresneda.
El término se encuentra entre las cotas 450 y 506 m sobre el nivel del mar, esta última situada en un paraje entre los caminos del Vado de Mesegar y de Malpica a Mesegar. El cerro denominado Cruz Colorá es la segunda cota más alta del municipio con una altitud de 502 m.

## Historia
La presencia humana en la zona se remonta al Paleolítico. En la zona conocida como La Vega de Santa María, en la parte derecha del Tajo, se han encontrado importantes yacimientos arqueológicos de diferentes culturas que van desde esta época hasta la presencia romana y el asentamiento visigodo. Se han localizado testimonios musterienses, de la cultura del vaso campaniforme y múltiples hallazgos de la época romana.
El que una calzada romana pase por su territorio, hace probable que su origen sea romano y que el mismo esté unido a los labradores de las fértiles vegas cercanas al Tajo. La ermita de Nuestra Señora de los Dados del siglo XVI, vendría a confirmarlo puesto que los dados es como se conocía a los mosaicos romanos.
En las Relaciones de Felipe II de 1576 aparece Mesegar junto con la localidad despoblada de Membrillar «por cuanto Membrillar y Mesegar son dos pueblos que el uno del otro no esta un cuarto de legua, y es todo una iglesia y un beneficio, y no hay en Membrillar más de un vecino».
A mediados del siglo XIX tenía 60 casas construidas de tierra y adoves; el presupuesto municipal ascendía a 4000 reales de los cuales 1500 eran para pagar al secretario.

## Demografía
Cuenta con una población de 200 habitantes (INE 2024).
| Gráfica de evolución demográfica de Mesegar de Tajo entre 1842 y 2021 |
| |
| Población de derecho según los censos de población del INE Población de hecho según los censos de población del INEEn estos censos se denominaba Mesegar: 1842, 1857, 1860, 1877, 1887, 1897, 1900, 1910, 1920, 1930, 1940, 1950, 1960, 1970, 1981 y 1991 |

El constante aumento de la población en la primera mitad del siglo XX, exceptuando la ligera caída en 1930, se transformó en un rápido descenso en las primeras décadas de la segunda mitad. En la siguiente tabla, donde se muestra la evolución del número de habitantes entre 1996 y 2006 según datos del INE, se aprecian ligeras variaciones en torno a los 240 habitantes.
| 245           | 236 | 231 | 230 | 232 | 231 | 232 | 220 | 243 | 246 |
| (Fuente: INE) |     |     |     |     |     |     |     |     |     |

NOTA: La cifra de 1996 está referida a 1 de mayo y el resto a 1 de enero.

## Economía
Históricamente ha sido una población fundamentalmente agrícola. Durante el siglo XIX se producía «trigo, cebada, garbanzos, habas, algarrobas, guisantes, avena, aceite y frutas», manteniéndose así mismo ganado lanar, porcino, bueyes y mulas de labor. En cuanto a la industria destacaba la del esparto y la exportación de frutas.
En la actualidad la actividad predominante entre sus vecinos sigue siendo la agricultura con un 48,0 % de afiliados a la seguridad social en este sector, seguido por el de servicios con un 44,0 %. Dentro de la superficie labrada, la dedicada al olivo es la principal, con un 53,3 %, seguida de los herbáceos con un 31,7 % y los frutales con un 12,7 %.

## Administración
| Periodo   | Nombre                                  | Partido   |
| --------- | --------------------------------------- | --------- |
| 1979-1983 | Hilario Ahijado Arroyo                  | UCD       |
| 1983-1987 | Crescencio Ambrosio Rodríguez Arrogante | AP/PDP/UL |
| 1987-1991 | Crescencio Ambrosio Rodríguez Arrogante | PP        |
| 1991-1995 | Crescencio Ambrosio Rodríguez Arrogante | PP        |
| 1995-1999 | Crescencio Ambrosio Rodríguez Arrogante | PP        |
| 1999-2003 | José Luis Arrogante Collado             | PSOE      |
| 2003-2007 | José Luis Arrogante Collado             | PSOE      |
| 2007-2011 | José Luis Arrogante Collado             | PSOE      |
| 2011-2015 | José Luis Arrogante Collado             | PSOE      |
| 2015-2019 | José Luis Arrogante Collado             | PSOE      |
| 2019-2023 | José Luis Arrogante Collado             | PSOE      |

## Patrimonio

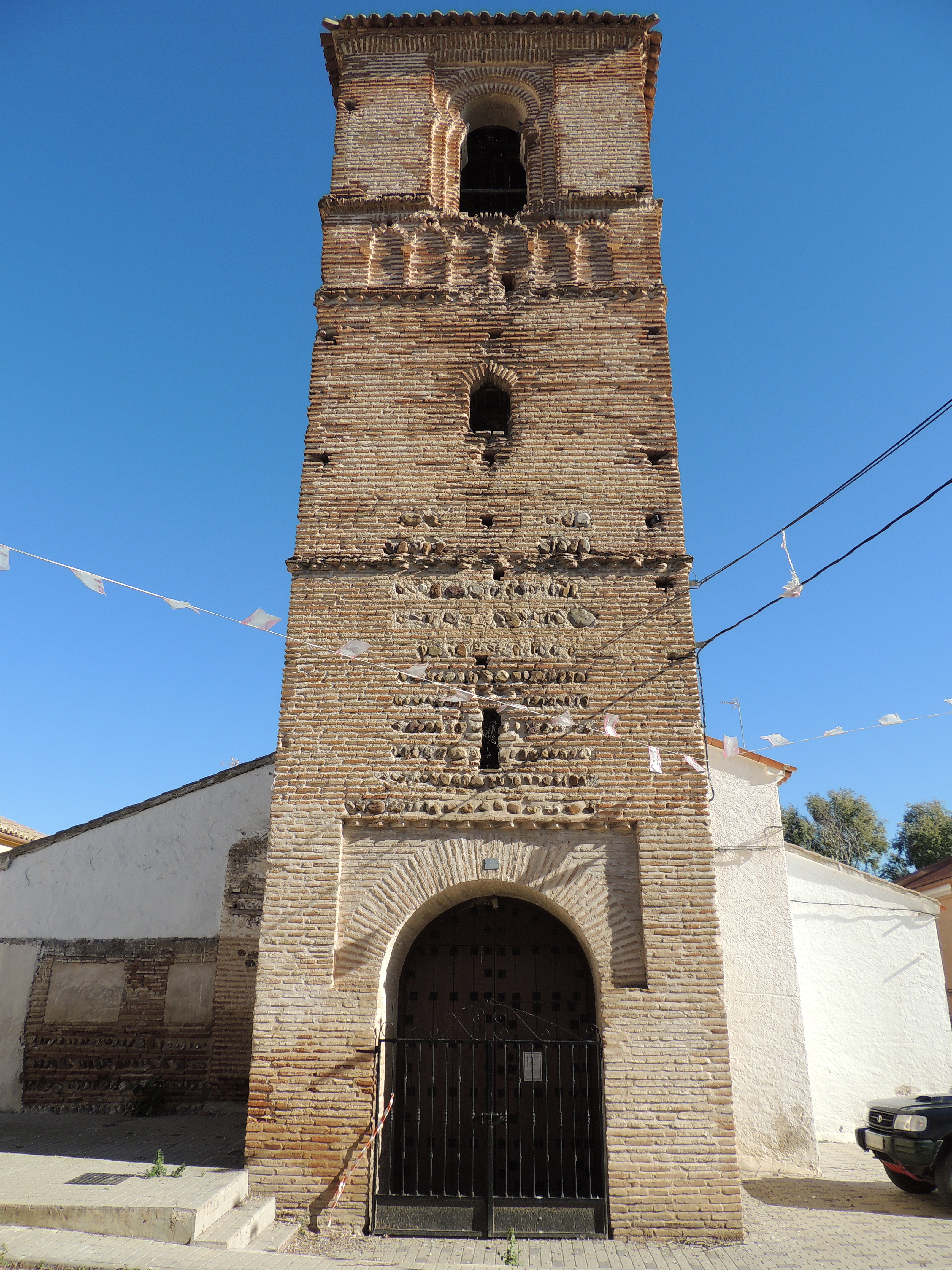
Iglesia de San Bartolomé

- Iglesia parroquial de San Bartolomé Apóstol: del siglo XV, de estilo mudéjar, construida en ladrillo, planta cuadrada con interior a tres niveles cubiertos con bóvedas suspendidas.

## Fiestas

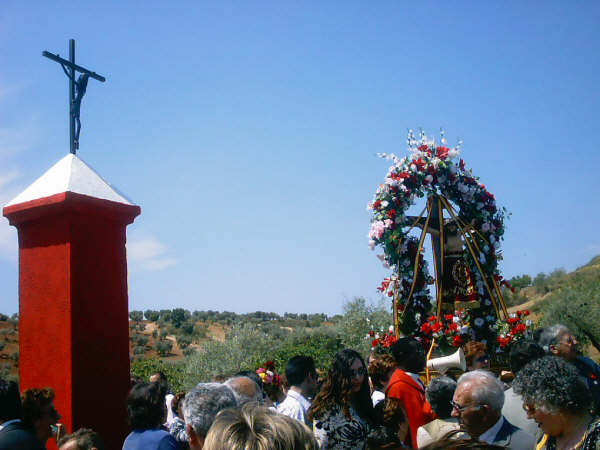
Se dan tres vueltas, mientras se piden tres deseos, a la cruz colorada

- Se dan tres vueltas, mientras se piden tres deseos, a la cruz coloradaSegundo domingo de mayo: Santísimo Cristo del Amparo.
- 24 de agosto: San Bartolomé.